# Krateuas

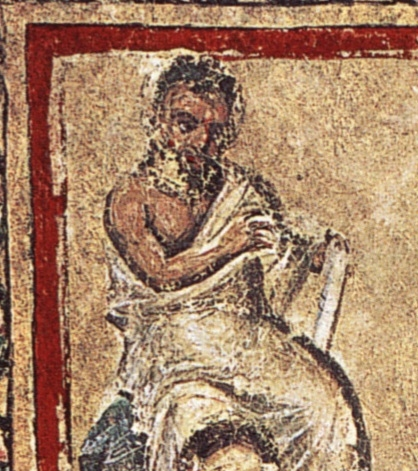
Krateuas. Ausschnitt aus dem zweiten Ärztebild im Wiener Dioskurides (Blatt 3 verso)

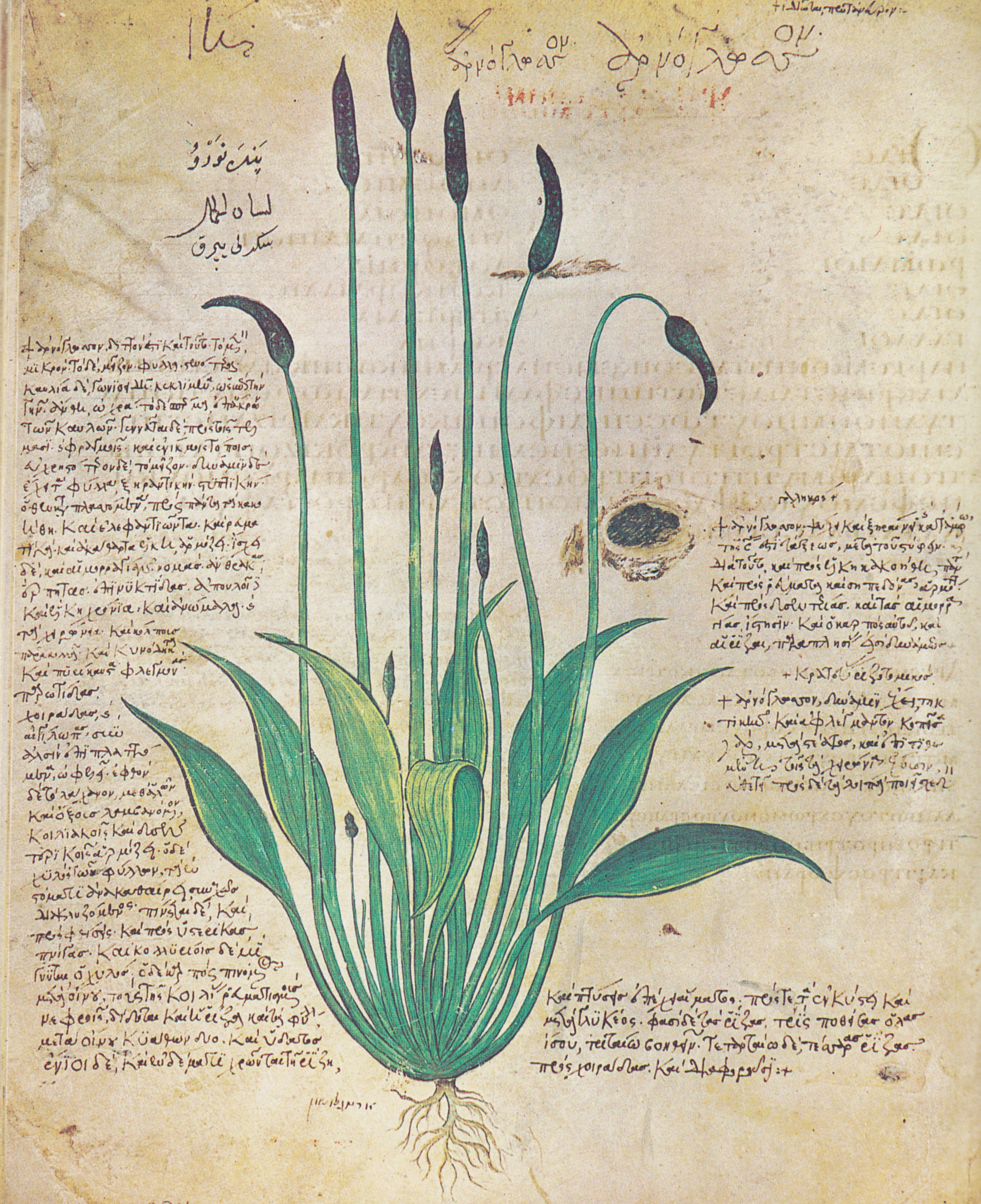
Abbildung von Arnoglosson im Wiener Dioskurides (Blatt 29v) als Beispiel einer vermutlichen Kopie nach Krateuas-Manuskripten

Krateuas, auch Kratevas, Crateuas oder Cratevas, genannt „der Wurzelschneider“ bzw. Rhizotom (altgriechisch Κρατεύας ὁ ῥιζοτόμος), war ein griechischer Arzt und Pharmakologe um 100 v. Chr. Er wurde auch als „Vater der Pflanzenillustrationen“ bezeichnet.

## Leben und Wirken
Krateuas war Leibarzt von Mithridates VI. von Pontos. Er verfasste ein dreiteiliges Kräuterbuch, in dem er die medizinischen Eigenschaften von Pflanzen beschrieb. Eine zweite, volkstümliche Ausgabe versah er mit farbigen Abbildungen und ordnete die Pflanzen alphabetisch an. Damit schuf er das erste mit Pflanzenabbildungen versehene Kräuterbuch, das zum Vorbild für zahlreiche Nachfolger wurde. Es sind bisher lediglich zwei Papyrusfragmente bekannt. Plinius der Ältere berichtet, dass Krateuas Bilder von Pflanzen gemalt und darunter deren Wirkung verzeichnet habe.
Krateuas’ Buch gilt als eine der Hauptquellen für Pedanios Dioskurides und dessen Vorläufer. Bei einigen der Tafeln des sogenannten „Wiener Dioskurides“ wird die Abbildung durch einen kurzen Text ergänzt, der mit dem Namen Krateuas beginnt. Ein Bild von Krateuas befindet sich auf Tafel 3 des „Wiener Dioskurides“.
Im 16. Jahrhundert soll sich in Konstantinopel noch ein Manuskript mit Illustrationen von Krateuas befunden haben. Nach dieser Handschrift soll Luigi Anguillara 1561 seine Abhandlung Semplici … angefertigt haben. Max Wellmann (1897) konnte jedoch nachweisen, dass ein Lateinischer Dioskurides Quelle von Anguillaras Schrift war. Wellmann vermutete auch, dass ein Großteil der Pflanzenabbildungen im Wiener Dioskurides nach Krateuas-Manuskripten aus dem 2. oder 3. Jahrhundert kopiert wurde. Charles Singers Studien bestätigten diese Vermutung.

## Ehrungen
Carl von Linné benannte Krateuas zu Ehren die Gattung Crateva der Pflanzenfamilie der Kaperngewächse (Capparaceae).

## Nachweise